# Dusona filicornis
Dusona filicornis là một loài tò vò trong họ Ichneumonidae.